# Le Mesnil-Bonant
Pour un article plus général, voir Gavray.
Le Mesnil-Bonant est une ancienne commune française du département de la Manche et la région Normandie, intégrée à Gavray depuis 1973.

## Géographie
| Propre territoire de Gavray                           | La Baleine               | Sourdeval-les-Bois |
| Propre territoire de Gavray                           | du Mesnil-Bonant         | Sourdeval-les-Bois |
| Propre territoire de Gavray, territoire du Mesnil-Hue | Territoire du Mesnil-Hue | Montaigu-les-Bois  |

## Toponymie
L'ancien français mesnil, « domaine rural », est à l'origine de nombreux toponymes, notamment en Normandie. Charles Rostaing considère l'origine du déterminant Bonant obscure.

## Histoire
Au XIIIe siècle, le seigneur du lieu est Raoul de Grosfarto (Graffard). Avec son épouse, Mathilde, ils donnent, en 1210, l'église à l'abbaye de Hambye. La donation fut confirmée par l'évêque de Coutances, Hugues de Morville.
En 1789, François-Antoine Lefebvre, avocat, et Louis Georges Gosse, laboureur, furent les deux députés du Mesnil-Bonant à l'Assemblée primaire du canton.
La commune fusionne en 1973 avec Gavray gardant le statut de commune associée tout comme Le Mesnil-Hue, mais fusionne complètement en 1988 (arrêté du 19 juillet 1988).

## Administration
| Période | Période | Identité       | Étiquette | Qualité |
| ------- | ------- | -------------- | --------- | ------- |
| 1972    |         | Henri Douville | SE        |         |
| 1973    | 1989    | Jean Frémine   | SE        |         |

| Période                                                                                  | Période | Identité                  | Étiquette | Qualité |
| ---------------------------------------------------------------------------------------- | ------- | ------------------------- | --------- | ------- |
| …1792                                                                                    | 1793…   | Jacques Foubert           |           |         |
| …1794                                                                                    | 1795    | Laurent Lefebvre          |           |         |
| 1795                                                                                     | 1797    | Charles François Foubert  |           |         |
| 1797                                                                                     | 1800    | Jean-Baptiste Foubert     |           |         |
| 1800                                                                                     | 1840    | Laurent François Foubert  |           |         |
| 1840                                                                                     | 1851    | Pierre Desvages           |           |         |
| 1851                                                                                     | 1859    | Jacques Gosse             |           |         |
| 1859                                                                                     | 1864    | Jacques Roumy             |           |         |
| 1864                                                                                     | 1871    | Aimable François Lemaître |           |         |
| 1871                                                                                     | 1878    | Charles Constant Michel   |           |         |
| 1878                                                                                     | 1887    | Eugène Louis Desvages     |           |         |
| 1887                                                                                     | 1901    | Marin Boisnel             |           |         |
| 1901                                                                                     | 1911    | Jean Fremine              |           |         |
| 1911                                                                                     | 1929    | François Desvages         |           |         |
| 1929                                                                                     | 1972    | Georges Desvages          |           |         |
| Une partie des données est issue de la liste établie par Jean Pouëssel et Natacha Postel |         |                           |           |         |

## Démographie
| 1793 | 1800 | 1806 | 1821 | 1831 | 1836 |
| ---- | ---- | ---- | ---- | ---- | ---- |
| 430  | 484  | 472  | 388  | 448  | 500  |

| 1841 | 1846 | 1851 | 1856 | 1861 | 1866 |
| ---- | ---- | ---- | ---- | ---- | ---- |
| 433  | 409  | 415  | 363  | 357  | 356  |

| 1872 | 1876 | 1881 | 1886 | 1891 | 1896 |
| ---- | ---- | ---- | ---- | ---- | ---- |
| 306  | 274  | 252  | 235  | 200  | 177  |

| 1901 | 1906 | 1911 | 1921 | 1926 | 1931 |
| ---- | ---- | ---- | ---- | ---- | ---- |
| 201  | 176  | 178  | 146  | 152  | 169  |

| 1936 | 1946 | 1954 | 1962 | 1968 | - |
| ---- | ---- | ---- | ---- | ---- | - |
| 170  | 140  | 153  | 147  | 99   | - |

## Lieux et monuments
- Église Saint-Jean-Baptiste, du XVIIe siècle[5]. Elle abrite un maître-autel (XIXe), une chaire à prêcher et une clôture de chœur (XIXe), des fonts baptismaux en granite (XVIe), les statues de saint Jean Baptiste et l'agneau et saint Jean l'Évangéliste (XVIIe)[3].
- Croix de cimetière (XVIIe siècle).
- If funéraire de 2,80 m de diamètre et de 8 m de haut.